# Ярус 10
| система                                                                          | отдел        | ярус         | Ниж. граница, млн лет |
| -------------------------------------------------------------------------------- | ------------ | ------------ | --------------------- |
| Ордовик                                                                          | Нижний       | Тремадокский | 486,85 ±1,5           |
| Кембрий                                                                          | Фуронгский   | Ярус 10      | ~491,0                |
| Кембрий                                                                          | Фуронгский   | Цзяншаньский | ~494,2                |
| Кембрий                                                                          | Фуронгский   | Паибский     | ~497,0                |
| Кембрий                                                                          | Мяолинский   | Гужангский   | ~500,5                |
| Кембрий                                                                          | Мяолинский   | Друмский     | ~504,5                |
| Кембрий                                                                          | Мяолинский   | Вулиунский   | ~506,5                |
| Кембрий                                                                          | Отдел 2      | Ярус 4       | ~514,5                |
| Кембрий                                                                          | Отдел 2      | Ярус 3       | ~521,0                |
| Кембрий                                                                          | Терренувский | Ярус 2       | ~529,0                |
| Кембрий                                                                          | Терренувский | Фортунский   | 538,8 ±0,6            |
| Эдиакарий                                                                        | Эдиакарий    | Эдиакарий    | больше                |
| Деление и золотые гвозди в соответствии с IUGS по состоянию на декабрь 2024 года |              |              |                       |

Ярус 10 (англ. Stage 10) — ещё неназванный третий ярус фуронгского отдела, последний (верхний) ярус кембрийской системы в Международной стратиграфической шкале. Охватывает породы, сформировавшиеся в десятый век кембрийского периода, около 489,5—485,4 миллионов лет назад (всего около 4 миллионов лет). Расположен над цзяншаньским ярусом фуронгского отдела кембрия и под тремадокским ярусом нижнего ордовика. Нижнюю границу предлагается установить на уровне первого появления трилобита Lotagnostus americanus, но обсуждаются и другие окаменелости. Верхняя граница определяется появлением конодонта Iapetognathus fluctivagus — маркера тремадокского яруса.

## Название
Десятый ярус кембрия до сих пор не назван, хотя существуют его региональные названия. Некоторые авторы поддерживают название «лоусонский» (англ. Lawsonian) в честь бухты Лоусон в горах Вау-Вау в штате Юта, США. Нижняя часть североамериканского яруса Skullrockian примерно соответствует ярусу 10. Название «нелегерский» (англ. Nelegerian) в честь реки Нелегер в Якутии тоже предложено в 2011 году.

## Стратотип
В Международной комиссии по стратиграфии (ICS) всё ещё обсуждается, какие геологические разрез и маркер использовать для определения нижней границы яруса 10.
Возможные разрезы-кандидаты всё ещё исследуются. Первым предложенным стал разрез возле Дуйбяня, провинция Чжэцзян (Китай). В более поздних публикациях остаётся предпочтение Стимбот-Пасс в Хаус-Рейндж в штате Юта. Если в качестве основания яруса использовать конодонтов, то кандидатов в глобальные стратотипы (GSSP) становится намного больше, например, разрезы в Австралии, Казахстане и Канаде.
Кандидатами на роль биостратиграфического маркера являются уровни первого появления видов трилобитов или конодонтов. Трилобит Lotagnostus americanus был впервые предложен ICS, но идея оказалась проблематичной. В 2006 году другая рабочая группа предложила первое появление конодонта Cordylodus andresi. Многие авторы отдают предпочтение первому появлению Eoconodontus notchpeakensis, поскольку он широко распространён во всём мире и не зависит от фаций (зависящих от поднятия континентов, перитидальных сред и других условий).
Использование Eoconodontus notchpeakensis также будет включать небиостратиграфический маркер для корреляции начала яруса 10 в глобальном масштабе. Изотопная экскурсия углерода (англ. HERB-event) наблюдается в нижней части диапазона с E. notchpeakensis.

## Подразделения
Кембрийский ярус 10 подразделяется на различные биостратиграфические зоны. Выделяется несколько конодонтовых зон и подзон. То же справедливо и для трилобитов.